# Myoprocta pratti
Myoprocta pratti (акучі зелений) — вид гризунів родини агутієвих, що зустрічається в таких країнах: Бразилія, Колумбія, Еквадор, Перу, Венесуела. Мешкає в низинних вічнозелених тропічних лісах; може існувати в змінених районах, близьких до природних лісів. По всій території проживання він є об'єктом полювання. Деякі корінні народи Бразилії ймовірно тримають акучі зеленого як домашню тварину. В Еквадорі цього гризуна називають ґуатін.

## Етимологія
Вид названий на честь Антверпа Едгара Пратта (англ. Antwerp Edgar Pratt, ≈ 1850 — ≈ 1920), англійського дослідника й натураліста, член-кора Королівського географічного товариства, автора книг To the Snows of Tibet through China (1892) та Two Years among New Guinea Cannibals (1906).

## Морфологія
Різниця в забарвленні між видами Myoprocta pratti і Myoprocta acouchy дуже невелика. Myoprocta acouchy більш червонуватий а Myoprocta pratti має відтінки, які надають йому зеленуватості хутра, саме тому вони називаються Акучі червоний і Акучі зелений, відповідно.
Це маленький гризун з середньою вагою 1200 грамів, і загальною довжиною тіла від 34 до 44 сантиметрів. Голова корицевого кольору з відтінками зеленого, колір тіла схожий на колір голови й стає все більш золотистим на боках, черевна область вохрова, груди й шия майже біла, щоки коричнево-жовті, в районі вусів білуваті. Загалом, хутро тонке й блискуче, вуха і ноги голі. Кінчик хвоста білий, ноги тонкі.

## Поведінка
Живуть у кублах, які вони лаштують у стовбурах дерев, вистеляючи їх сухими листям. Розповсюджує фрукти та горіхи, які споживає. Основні фрукти, що входять в раціон виду: плоди дерев роду Bactris, буріті (Mauritia flexuosa), плоди дерев роду Інга (Inga) та роду Pourouma. Також зазвичай ховає насіння таких культур: маніок (Manihot esculenta), кукурудза (Zea mays), рослини роду банан (Musa), та роду гуаява (Psidium). З іншого боку є здобиччю хижих тварин, таких як ягуар, оцелот, змій, диких та інших собак, що сприяє збалансуванню екосистеми. Вони денні тварини, велика частина діяльності відбувається між 06:00 і 09:00, і ввечері між 16:00 і 18:00. Дуже гнучкі й швидко реагують на будь-який рух або звук, як правило, приймають їжу передніми лапами, тримаючись на задніх. Чистить продукти харчування, якщо є кірка, очища її, а потім починає їсти, ховає частину продовольства в резерв, що дозволяє проростанню насіння. Самці домінують і стають агресивними з іншими молодими самцями, особливо в шлюбний період. Вагітність триває 99 днів, після чого народжується, як правило, два дитинча.